# هورست سیگل
هورست سیگل (چکی: Horst Siegl؛ زادهٔ ۱۵ فوریهٔ ۱۹۶۹) بازیکن سابق و مربی فوتبال اهل جمهوری چک است.
از باشگاه‌هایی که در آن بازی کرده‌است می‌توان به باشگاه فوتبال بلشانی، باشگاه فوتبال ویکتوریا پلزن، باشگاه فوتبال کایزرسلاوترن، و باشگاه فوتبال اسپارتا پراگ اشاره کرد.
وی همچنین در تیم‌های ملی فوتبال چکسلواکی و جمهوری چک بازی کرده‌است.